# Mehdi Chahiri
Mehdi Chahiri, né le 25 juillet 1996 à Grande-Synthe, est un footballeur français évoluant au poste d'ailier.

## Biographie

### Carrière en club
Ayant commencé sa carrière à l'Olympique Grande-Synthe — le club de sa ville natale — où il joue notamment une saison en National 3, Chahiri est ensuite passé par le club de Ligue 1 du FC Lorient, alors qu'il est à peine majeur. Mais le jeune joueur souffre alors de l'éloignement de sa famille et son Nord natal.
C'est ainsi finalement avec l'USL Dunkerque qu'il va gravir les premiers échelons qui l'amèneront au plus haut niveau. Après deux saisons où il peine à gagner en temps de jeu, il prend une place de plus en plus importante dans l'effectif nordiste en 2018-19, au côté notamment de joueurs comme Yvann Maçon.
Mais c'est néanmoins chez son rival du Red Star en Championnat National, que Chahiri va se révéler en 2019-2020, marquant 13 buts en 19 matches toutes compétitions confondues, lors de la première moitié de la saison,,. Sa grande forme avec le club séquano-dionysiens lui vaut ainsi un transfert à Strasbourg en Ligue 1, avec qui il signe un contrat de quatre ans et demi le 31 janvier 2020, avant d'être prêté au Red Star pour le reste de cette saison,, terminée précocement du fait du covid.
Chahiri fait ses débuts à Strasbourg et en Ligue 1 le 23 août 2020 contre le FC Lorient, marquant le seul but de son équipe lors de cette défaite 1-3, contre le club même où il n'avait pas su s'intégrer 5 années plus tôt.
Le 31 août 2021, dernier jour du mercato d'été, il est prêté toute la saison au Stade Malherbe de Caen.
Le 21 juin 2022, il est prêté au Paris FC.
Le 1er septembre 2023 il s'engage pour deux saisons au Pau FC.

### Carrière en sélection
Possédant la double nationalité franco-marocaine,,,, Chahiri affirme en décembre 2019 viser une sélection avec les Lions de l'Atlas, alors qu'il est encore vierge de toute sélection en jeune ou senior.

## Statistiques
| Saison                | Club                  | Championnat           | Championnat | Championnat | Coupe(s) nationale(s) | Coupe(s) nationale(s) | Total | Total |
| Saison                | Club                  | Division              | M.          | B.          | M.                    | B.                    | M.    | B.    |
| 2016-2017             | USL Dunkerque         | National              | 2           | 0           | -                     | -                     | 2     | 0     |
| 2017-2018             | USL Dunkerque         | National              | 4           | 0           | -                     | -                     | 4     | 0     |
| 2018-2019             | USL Dunkerque         | National              | 26          | 2           | 1                     | 0                     | 27    | 2     |
| Sous-total            | Sous-total            | Sous-total            | 32          | 2           | 1                     | 0                     | 33    | 2     |
| 2019-2020             | Red Star FC           | National              | 22          | 11          | 3                     | 3                     | 25    | 14    |
| 2020-2021             | RC Strasbourg         | Ligue 1               | 14          | 2           | -                     | -                     | 14    | 2     |
| Total sur la carrière | Total sur la carrière | Total sur la carrière | 68          | 15          | 4                     | 3                     | 72    | 18    |